# Bourreria rekoi
Bourreria rekoi är en strävbladig växtart som beskrevs av Standley. Bourreria rekoi ingår i släktet Bourreria och familjen strävbladiga växter. Inga underarter finns listade i Catalogue of Life.